# Võ-Lâm
 (septembre 2016).
Améliorez-le ou discutez des points à vérifier. 
 (décembre 2009).
Si vous disposez d'ouvrages ou d'articles de référence ou si vous connaissez des sites web de qualité traitant du thème abordé ici, merci de compléter l'article en donnant les références utiles à sa vérifiabilité et en les liant à la section « Notes et références ».
Le Võ-Lâm est un art martial vietnamien.

## Qu’est ce que le Võ-Lâm?
Selon ses pratiquants, on pourrait comparer le Võ-Lâm à un grand arbre séculaire sur lesquels les différentes ligues ou fédérations d'arts martiaux, ne seraient que branches, brindilles, feuilles ou bourgeons.
Pour eux, la méthode des neuf dragons représenterait la technique des nombres, qui serait la plus complète depuis l’Antiquité jusqu’à nos jours. Elle est la technique préliminaire de test, utilisé par tous les maîtres d’arts martiaux pour sélectionner leurs disciples.

## Historique

### Boxe des neuf dragons
Avant l'ère bouddhiste, au pays des Bonzes (Tâm-Tang), il existait une technique de boxe appelée Cuu-Long (Neuf Dragons).
Cette boxe était pratiquée par beaucoup d’autochtones et particulièrement par les moines dont certains étaient maîtres en cet art.

### Thap Bat La Han: les 18 règles de la boxe du Bouddha
Ce n’est qu'à l'ère bouddhiste que les maîtres ont envisagé de propager cette technique à travers le monde. Après s’être constitués en assemblée, ils décidèrent à l’unanimité de retenir la vertu et la technicité comme critères fondamentaux de leur enseignement.
Trois ans plus tard, les maîtres disciples mirent au point 18 techniques de combat. Après 13 ans de recherche et de perfectionnement, les nouveaux maîtres choisirent 18 noms de Bouddha pour nommer chacune de ces techniques. Une fois la règlementation de ces techniques établie, ils désignèrent 12 bonzes parmi les plus instruits et les plus vertueux pour dispenser l’enseignement de ces 18 techniques dites Thap Bat La Han (les 18 règles de la boxe du Bouddha). Au bout de six ans d’instruction et d’entraînement, ces derniers ont eu pour mission, chacun auprès d’une région différente, de propager leur savoir.

### Les missionnaires
Les 12 missionnaires accomplirent leur tâche. Maître Pho Minh était aux Indes. Maître Pho Quang au Proche-Orient. Dans les pays prospères et en paix, les maîtres n’enseignèrent que le tir à l’arc et le Tai Chi Chuan. En Chine, pays en état de guerre permanent et de désordre social, le maître avait enseigné les arts martiaux. Dans ce pays la réussite fut grande tant sur le plan martial que spirituel.

### Bodhidharma
Bien plus tard, c’est le maître missionnaire Bodhidharma qui apporta une structuration à l’ordre du Võ-Lâm.
Après avoir séjourné dans le nord de la Chine, il décida d’émigrer définitivement au sud. Néanmoins avant de partir, il fonda une organisation basée sur les techniques du Võ-Lâm : la fédération Côm Lu An faisait partie de cette organisation dont l’un des disciples qui résidait sur le Mont Ma Duong était le fondateur de la branche des arts martiaux vietnamiens.
Parvenu dans le sud de la Chine, le maître missionnaire Bodhidharma se fixa définitivement sur le Mont Tung Son où il créa l'institut d'enseignement des vertus et techniques du Võ-Lâm. Ses disciples créèrent différentes fédérations :
- Au nord :
  - Côn luân
  - Không dong
  - Bach liém
  - Hông môn
- Au sud :
  - Nga mi
  - Thieu lâm
  - Vo dang
  - Bach hac

### Bala-pandita Sutta, le fou et le sage
Habitant à Savatthi. "Lorsque le fou est empêché par l'ignorance et encouragé par l'envie insatiable, ce corps en est le résultat. ou, il y a et ce corps, et ce nom-et-forme* extérieur. Ici, en dépendance de cette dualité, il y a contact aux six sens. Touché par eux, ou l'un ou l'autre d'entre eux, le fou est sensible au plaisir et à la douleur.
"Lorsqu'un sage est empêché par l'ignorance et qu'il est réuni à l'envie insatiable, ce corps en résulte. ou il y a et ce corps et le nom-et-forme extérieur. Ici, en dépendance de cette dualité, il y a contact aux six sens. Touché par eux, ou par l'un ou l'autre d'entre eux, le sage est sensible au plaisir et à la douleur.
"Donc, quelle différence, quelle distinction, quel facteur de distinction y a-t-il entre le sage et le fou ?"
"Pour nous, seigneur, les enseignements ont le Béni du Ciel pour racine, pour guide, et pour arbitre. Il serait bon que le Béni du Ciel lui-même explique le sens de cette assertion. L'ayant entendu de la bouche du Béni du Ciel, les moines s'en rappelleront."
"Dans ce cas, moines, écoutez et faites bien attention. Je vais parler."
"A votre gré, seigneur," répondirent les moines.
Le Béni du Ciel dit, "L'ignorance dont est empêché le fou, l'envie insatiable avec laquelle il est réuni, et dont résulte ce corps: cette ignorance n'a pas été abandonnée par le fou; cette envie insatiable n'a pas été détruite. Pourquoi est-ce le cas ? Le fou n'a pas pratiqué la vie sainte# pour bien mettre fin au stress. En conséquence de quoi, à la rupture du corps, il s'en va dans un [nouveau] corps. S'en allant dans un corps, il n'est pas entièrement libéré de la naissance, du vieillissement, de la mort, du chagrin, des lamentations, de la douleur, de l'angoisse, et du désespoir. Je vous le dis, il n'est pas entièrement libéré du stress et de la souffrance.
"L'ignorance dont est empêché le sage, l'envie insatiable avec laquelle il est réuni, et dont résulte ce corps: cette l'ignorance a été abandonnée par le sage; cette envie insatiable a été détruite. Pourquoi est-ce le cas ? Le sage a pratiqué la vie sainte pour bien mettre fin au stress. En conséquence de quoi, à la rupture du corps, il ne s'en va pas dans un [nouveau] corps. Ne s'en allant pas dans un corps, il est entièrement libéré de la naissance, du vieillissement, de la mort, du chagrin, des lamentations, de la douleur, de l'angoisse, et du désespoir. Il est, je vous le dis, entièrement libéré du stress et de la souffrance."

## Une source, le Võ-Lâm
Malgré l’appartenance à l'une où l’autre de ces fédérations, tout disciple appartient bien à la même famille du Võ-Lâm. Ainsi le salut au fondateur reste identique. 
Il est convenu par les maîtres au Viêt Nam, que toutes les fédérations où ligues actuelles des arts martiaux sont issues de la même source le Võ-Lâm. En particulier, les branches du Kung fu, du Taekwondo et du Karaté. Ce sont elles qui détiennent le plus de connaissances du concept vertus et techniques du Võ-Lâm. Certaines écoles sont en ligne directe avec le Võ-Lâm. Au Viêt Nam, l'école Tinh Võ-Ðao, en France l'école Võ-Lâm-Hoi  Cửu-Long Võ-Đạo.
Selon la loi d'évolution, toute chose atteignant son apogée, verra progressivement son déclin. Depuis plusieurs siècles, le Võ-Lâm est tombé dans l'oubli des générations contemporaines. Selon ses partisans, aujourd'hui, il pourrait exister quelqu'un capable de connaître ou de détenir d'une manière complète les techniques du Võ-Lâm.

## Conditions d’admission
Jadis, pour être un disciple du Võ-Lâm, c'est-à-dire pour prétendre à recevoir l’enseignement des arts martiaux, il fallait faire preuve de courage et relever bien des défis (avoir pratiqué au moins un giết người). Puis prêter serment devant l’autel des fondateurs.